# Сто пуговиц
«Сто пуговиц» — советский короткометражный кукольный мультфильм 1983 года производства студии «Союзмультфильм», снятый Сергеем Олифиренко по одноимённому рассказу Людмилы Улицкой. Данный мультфильм является первым из двух сюжетов мультипликационного альманаха «Весёлая карусель» № 13.

## Сюжет
Мальчик Петя просит маму пришить ему оторвавшуюся пуговицу на штанах, однако она занята и советует пришить ему самому. У мальчика ничего не получается, и он удивленно спрашивает, почему у мамы это так ловко выходит. Мама, уходя по делам, отвечает, что ей это легко даётся потому, что она «наверное, их штук сто пришила». Мальчик решает, что если он тоже пришьёт сто пуговиц, то он обязательно этому научится. В итоге, пуговицы оказываются пришиты на самые разнообразные предметы — на игрушки, скатерть, стул, одежду, шторы и даже на стены и дверь. Довольный собой, Петя идёт встречать маму и радостно ей заявляет: «Я, наверное, сто штук пуговиц пришил!» Однако в этот момент со штанов отрывается та самая злополучная пуговица, с которой всё началось.

## Съёмочная группа
| автор сценария                         | Людмила Улицкая             |
| кинорежиссёр и художник-мультипликатор | Сергей Олифиренко           |
| кинооператор                           | Игорь Дианов                |
| художник-постановщик                   | Евгения Боголюбова          |
| роли озвучивала                        | Нина Шмелькова — Мама, Петя |
| композитор                             | Нина Савичева               |